# Three Days to Live – Jede Stunde zählt
Three Days to Live – Jede Stunde zählt (Originaltitel: Three Days to Live) ist eine US-amerikanische Krimiserie im Stil einer Pseudo-Doku-Reihe. Die erste Folge wurde in den USA am 5. März 2017 ausgestrahlt. In Deutschland lief die Serie in Doppelfolgen vom 15. Juli bis zum 8. August 2018 auf Super RTL.

## Handlung
Thema der Pseudo-Doku-Serie sind Entführungs- und Vermisstenfälle und die statistisch ermittelte Wahrscheinlichkeit, diese aufzuklären, bzw. den Opfern rechtzeitig zu Hilfe kommen zu können. Kriminalexperten haben dafür ein Zeitfenster von drei Tagen ermittelt. Ein Zeitraum, der entscheidend ist, um die verschwundenen Personen zu finden, damit sie überleben.
Die einzelnen Folgen erzählen die Geschichten aus der Sicht der Opfer und deren Angehörigen, sowie die Arbeit der Polizei die Verbrechen aufzuklären und zu einem guten Ende zu bringen, wofür ihnen stets nur 72 Stunden bleiben.

## Episodenliste
| Nummer | Titel (Deutschland)  | Erstausstrahlung (Deutschland) | Originaltitel   | Erstausstrahlung (USA) |
| ------ | -------------------- | ------------------------------ | --------------- | ---------------------- |
| 1      | Teri Jendusa-Nicolai | 29. Juli 2018                  | Jendusa-Nicolai | 5. März 2017           |
| 2      | Beverly Carter       | 22. Juli 2018                  | Carter          | 12. März 2017          |
| 3      | Kelsey Smith         | 5. August 2018                 | Smith           | 19. März 2017          |
| 4      | Anita Wooldridge     | 15. Juli 2018                  | Wooldridge      | 26. März 2017          |
| 5      | Alicia Kozakiewicz   | 29. Juli 2018                  | Kozakiewicz     | 2. April 2017          |
| 6      | Brenna Machus        | 15. Juli 2018                  | Machus          | 9. April 2017          |
| 7      | Alice Donovan        | 22. Juli 2018                  | Donovan         | 16. April 2017         |
| 8      | Melissa Duran        | 5. August 2018                 | Duran           | 23. April 2017         |